# Kaspar Knobel (Politiker, 1882)
Kaspar Knobel (* 23. Februar 1882 in Altendorf; † 4. Januar 1953 in Schwyz) war ein Schweizer Förster und Politiker (Katholisch-Konservative).

## Biografie
Kaspar Knobel absolvierte die Matura in Schwyz und studierte von 1902 bis 1905 Forstwirtschaft am Polytechnikum in Zürich. 1906 trat er in den Staatsdienst ein und war bis 1923 Forstadjunkt im Kanton Schwyz, anschliessend bis 1953 Kantonsoberförster. Er galt als Experte für Aufforstungen von Windwurfflächen.

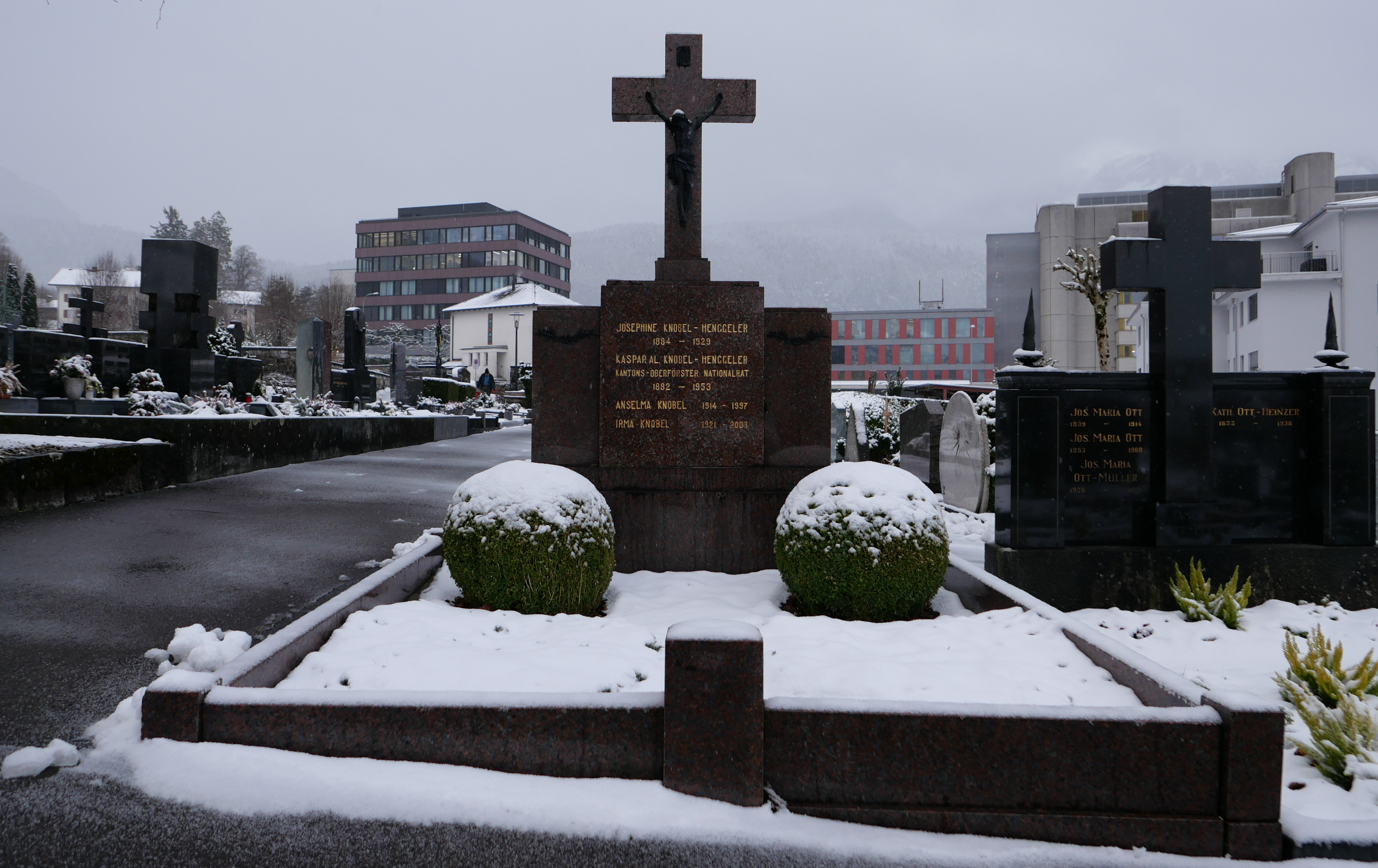
Das Familiengrab im Januar 2024

Von 1929 bis 1938 gehörte er der Kommission des Schweizerischen Forstvereins an und war von 1935 bis 1938 dessen Präsident. Von 1928 bis 1944 war er Mitglied des Schwyzer Kantonsrats, den er 1938/1939 auch präsidierte. Von 1943 bis 1953 war er für die Katholisch-Konservativen im Nationalrat, wo er zahlreichen Kommissionen angehörte. Im Nationalrat folgte ihm 1953 Josef Ulrich.
Er heiratete 1912 Josefine Henggeler (1884–1929). Seit Studientagen war er Mitglied der katholischen Studentenverbindung AV Turicia Zürich im Schw. StV.
Knobel fand seine letzte Ruhestätte auf dem Friedhof Schwyz in dem Grab, in dem bereits seine Ehefrau bestattet worden war. Später wurden dort auch Anselma Knobel (1914–1997) und Irma Knobel (1921–2003) beigesetzt.